# Populus gansuensis
Populus gansuensis là một loài thực vật có hoa trong họ Liễu. Loài này được C. Wang & H.L. Yang miêu tả khoa học đầu tiên năm 1982.